# Lavaggio a secco

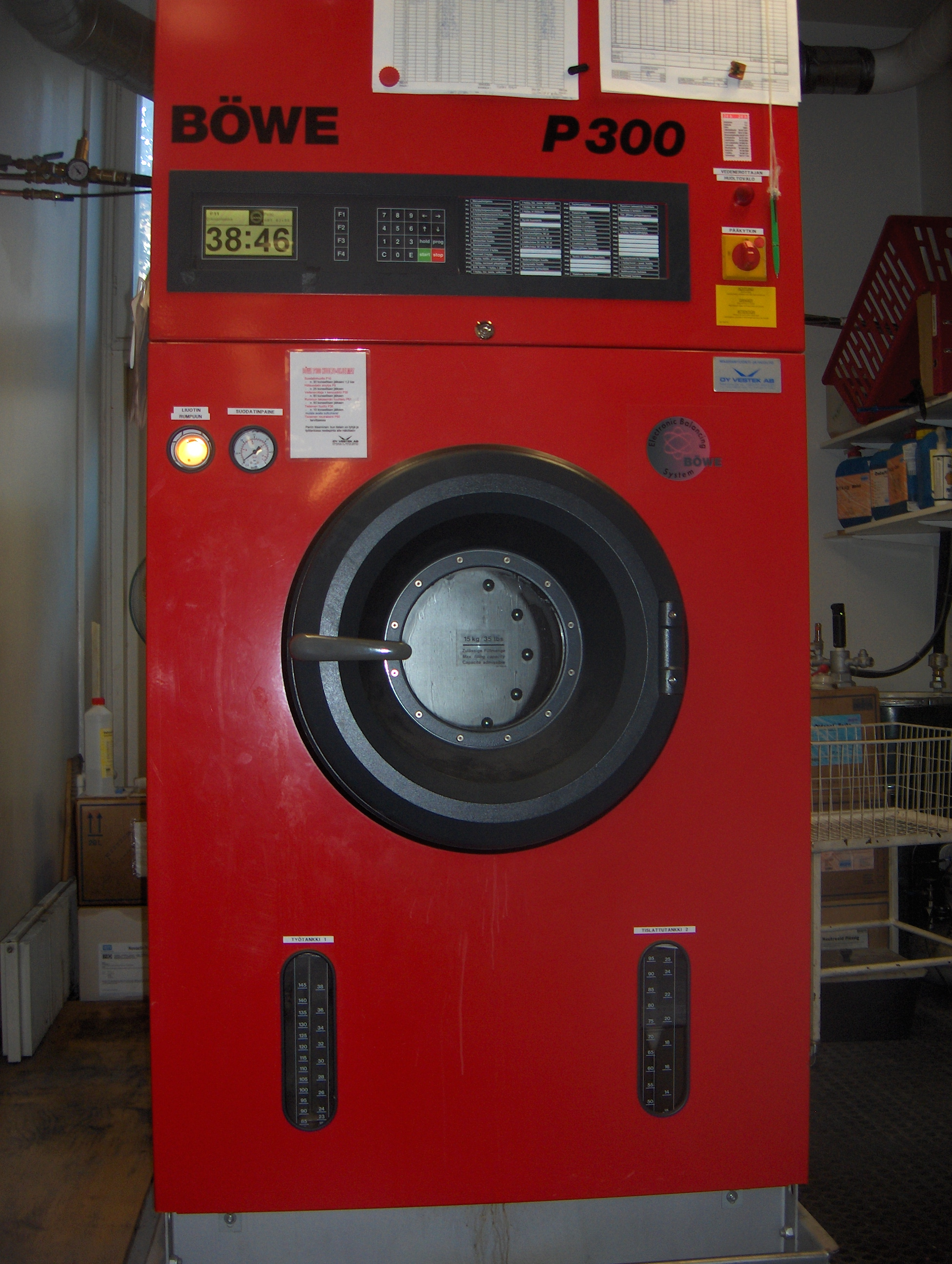
Macchina per lavaggio a secco

Il lavaggio a secco è un processo per il lavaggio di tessuti e capi d'abbigliamento che utilizza un solvente organico anziché acqua e detergenti. I solventi più usati sono il tetracloroetilene, miscele di idrocarburi e i silossani.

## Storia
Il primo laboratorio di lavaggio a secco fu aperto a Parigi nel 1855 da Jean-Baptiste Jolly. Fino al 1897 venne impiegata la benzina (o altre miscele liquide di idrocarburi leggeri), sostituita poi dal tetracloruro di carbonio, meno infiammabile ma più pericoloso per le vie respiratorie, sostituito a sua volta tra il 1918 e il 1930 dal tricloroetilene (o trielina), che rimase in uso fino agli anni '70, quando fu scoperto essere cancerogeno. Per un breve periodo furono utilizzati anche i fluoroclorurati (freon) ma, dato che contribuivano al buco nell'ozono, furono banditi nella metà degli anni '90. 
Attualmente, la maggior parte dell'industria del lavaggio a secco utilizza tetracloroetene (anche chiamato percloroetilene), un prodotto in uso dagli anni '50. È un solvente clorurato, nocivo e sospetto cancerogeno. Il settore si sta indirizzando verso solventi meno nocivi, come gli idrocarburi di nuova generazione, l'anidride carbonica liquida, e composti della famiglia dei silossani ciclici.

## Funzionamento
Una macchina per il lavaggio a secco è simile ad una normale lavatrice, ma con dimensioni maggiori e con funzionamento a circuito chiuso. È presente una botte in cui si inseriscono gli indumenti da lavare, alcuni serbatoi per il solvente, filtri, un sistema di distillazione del solvente, pompe, tubi e dispositivi di vario tipo. Il funzionamento è più complesso rispetto a quello di una lavatrice ad acqua. 
Dopo aver caricato gli indumenti da trattare, chiuso l'oblò ed avviato la macchina, il solvente viene prelevato da uno dei serbatoi e pompato in botte, quindi viene fatto circolare tra la botte e dei filtri che trattengono le particelle di sporco. Le macchie di grasso e di sostanze solubili vengono rimosse chimicamente dal solvente. Al termine del lavaggio, il solvente viene pompato dalla botte in un distillatore, che lo riscalda e lo converte in vapore per poi condensarlo. Grazie alla distillazione, la frazione pura del solvente viene separata dallo sporco, che resta nel distillatore, mentre il solvente rigenerato viene riportato ai serbatoi e reso disponibile per il lavaggio successivo. Per recuperare la maggior quantità possibile di solvente, si ricorre ad una fase di centrifuga seguita da una fase di asciugamento dei panni. Vengono impiegati anche filtri a carbone attivo per trattenere i vapori di solvente presenti nell'aria all'interno della botte a fine lavaggio.
Il lavaggio con metodo a distillazione continua utilizza due o più bagni, più l'utilizzo di un filtro solvente, il solvente viene rigenerato dopo ogni bagno di lavaggio, mentre nel lavaggio tradizionale ad un bagno è il solo filtro solvente a rigenerarlo, e tali metodi necessitano di più pulizia se si vuole mantenere efficiente la macchina. L'ulteriore recupero del solvente durante l'asciugatura (50/60 °C) viene effettuato con gruppi refrigeranti che lo condensano sfruttando anche la pompa di calore per l'asciugatura stessa (lavatrici a circuito chiuso). Nelle lavatrici a circuito aperto durante la fase di asciugatura, sfruttando un radiatore di condensazione alimentato con acqua di rete, nella fase finale i residui di vapore di solvente non recuperati vengono scaricati in atmosfera (tali macchine sono vietate in molti paesi per ragioni ambientali).